# 古沢友吉
古沢 友吉（ふるさわ ともきち、1925年3月11日 - 2010年8月1日）は、日本の経済学者。
神奈川県出身。東京商科大学卒。横浜市立大学講師、助教授、教授。1990年定年退官、名誉教授。2002年、勲三等旭日中綬章受章。

## 著書
- 『新経済学叢書 第13 日本経済史 明治・大正・昭和』評論社 1951
- 『金融経済読本 現代金融資本への道』野田経済社 1965
- 『マルクス経済学入門』同文館出版 1974
- 『真の自由の国を求めて マルクス伝』国土社 世界を動かした人びと 1977
- 『資本主義社会の基礎理論 マルクス・その人と学説』三嶺書房 1986

### 共編著
- 『解放史上の三女性 マルクス夫人,ローザ・ルクセンブルク,レーニン夫人』平井潔共著 東洋経済新報社 1956
- 『資本論の展開 批判・反批判の系譜』越村信三郎,石原忠男共編著 同文館出版 1967
- 『独占資本論への道 現代資本主義への理論的接近』越村信三郎,石原忠男共編著 同文館出版 1969
- 『マルクス経済学体系辞典』杉原四郎,岡崎栄松共編 第三出版 1970
- 『現代資本主義の構造分析』越村信三郎,石原忠男共編著 同文館出版 1972
- 『現代市民社会全書』全5巻 真田是共編 同文館出版 1977
- 『講座経済学史 5 歴史派経済学と近代経済学』杉原四郎と編集者代表 同文館出版 1977
- 『講座経済学史 4 マルクス経済学の発展』編者代表 同文館出版 1977
- 『政治経済学の古典的系譜』編 三嶺書房 1988
- 『現代資本主義論への道標 ヒルファディング『金融資本論』を基軸として』編著 三嶺書房 1990

### 翻訳
- H.W.スピーゲル編『社会主義と歴史学派』越村信三郎共監訳 東洋経済新報社、1954

## 論文
- 古沢友吉